# Fieke Boekhorst
Josephine Francisca Maria "Fieke" Boekhorst (née le 18 décembre 1957 à Helmond) est une joueuse de hockey sur gazon néerlandaise, sélectionnée en équipe des Pays-Bas de hockey sur gazon féminin à 116 reprises. 
Elle est sacrée championne olympique en 1984 à Los Angeles. Elle est aussi championne du monde en 1978 et 1983, vice-championne du monde en 1981 et championne d'Europe en 1984.